# Ricardo Galli
Ricardo Adolfo Galli Granada (Formosa, 19 ottobre 1965) è un programmatore e hacker argentino naturalizzato spagnolo.
Anche noto col nome di gallir, è un dottore in Informatica presso la University of the Balearic Islands, dove insegna design di sistemi operativi. È anche un divulgatore per la causa della Free Software Foundation e un attivista a favore del software libero.

## Progetti
Per un progetto universitario, ha creato un sistema che permette di controllare il parcheggio dei dirigibili al Son Sant Joan Airport a Palma di Maiorca, Isole Baleari, Spagna.
Nel Dicembre del 2005, ha programmato Menéame, un clone del noto sito Web Digg, che serve per promuovere articoli pubblicati sui blog. Ha poi distribuito il codice sorgente di Meneame, che è basato sul codice sorgente del famoso clone open source Digg CMS Pligg.
Ha programmato cpudyn, un demone che può essere utilizzato per underclockare i computer portatili per ridurre i loro consumi energetici. È incluso nella distribuzione Debian GNU/Linux.
Ha programmato wp-cache, plugin per WordPress per utilizzare in modo più efficace la cache rendendo il blog più "veloce e dinamico".
Nel 2001, è stato nominato per il premio Hispalinux Ha pubblicato oltre 200 articoli tecnici in BULMA, un sito internet per Linux in catalano.